# Spanish Fort (Alabama)
 Spanish Fort és una ciutat dels Estats Units a l'estat d'Alabama. Segons el cens del 2000 tenia 5.423 habitants.

## Demografia
Segons el cens del 2000, Spanish Fort tenia 5.423 habitants, 2.035 habitatges, i 1.518 famílies La densitat de població era de 326,1 habitants/km².
Dels 2.035 habitatges en un 35,2% hi vivien nens de menys de 18 anys, en un 67,1% hi vivien parelles casades, en un 6% dones solteres, i en un 25,4% no eren unitats familiars. En el 22,9% dels habitatges hi vivien persones soles el 14,5% de les quals corresponia a persones de 65 anys o més que vivien soles. El nombre mitjà de persones vivint en cada habitatge era de 2,61 i el nombre mitjà de persones que vivien en cada família era de 3,1.
Per edats la població es repartia de la següent manera: un 26,2% tenia menys de 18 anys, un 5,2% entre 18 i 24, un 26,2% entre 25 i 44, un 24,7% de 45 a 60 i un 17,7% 65 anys o més.
L'edat mediana era de 41 anys. Per cada 100 dones hi havia 90,8 homes. Per cada 100 dones de 18 o més anys hi havia 88,6 homes.
La renda mediana per habitatge era de 56.699 $ i la renda mediana per família de 67.844 $. Els homes tenien una renda mediana de 50.240 $ mentre que les dones 30.273 $. La renda per capita de la població era de 27.081 $. Aproximadament el 2,7% de les famílies i el 2,8% de la població estaven per davall del llindar de pobresa.

## Poblacions properes
El següent diagrama mostra les poblacions més properes.